# Sedam
 Ovo je glavno značenje pojma Sedam. Za druga značenja pogledajte Sedam (razdvojba).
Sedam je sedmi broj u skupu prirodnih brojeva. Označava se brojkom 7. Njegov je prethodnik broj šest (6), a sljedbenik broj osam (8). Broj sedam četvrti je prosti broj u skupu prirodnih brojeva, iza broja dva (2), broja tri (3) i broja pet (5). 

## Broj sedam u drugim jezicima
| Jezik       | Naziv     |
| ----------- | --------- |
| engleski    | seven     |
| njemački    | sieben    |
| latinski    | septem    |
| nizozemski  | zeven     |
| norveški    | syv       |
| danski      | syv       |
| švedski     | syv       |
| portugalski | sete      |
| španjolski  | siete     |
| francuski   | sept      |
| talijanski  | sette     |
| rumunjski   | şapte     |
| litavski    | septyni   |
| latvijski   | septiņi   |
| poljski     | siedem    |
| češki       | sedm      |
| slovački    | sedem     |
| slovenski   | sedem     |
| finski      | seitsemän |